# Фиников, Сергей Павлович
Серге́й Па́влович Фи́ников (3 [15] ноября 1883, Новгород — 27 февраля 1964, Москва) — российский и советский математик, профессор МГУ. Один из создателей современной проективно-дифференциальной геометрии. Основал школу советских геометров.

## Биография
Родился 3 (15) ноября 1883 года в Новгороде. Он был двоюродным братом одного из своих учителей — Д. Ф. Егорова; его мать Мария Ивановна была родной сестрой отца Д. Ф. Егорова — Ф. И. Егорова.
После окончания Новгородской гимназии под влиянием дяди и двоюродного брата (Фёдора Ивановича и Дмитрия Фёдоровича Егоровых) в 1901 году поступил на физико-математический факультет Московского университета. В студенческие годы сблизился с С. С. Бюшгенсом и Н. Н. Лузиным.
После окончания в 1906 году университета с дипломом 1-й степени был оставлен в нём для подготовки к профессорскому званию. В 1910 году, сдав магистерский экзамен, стал приват-доцентом. В 1911 году покинул университет в связи с делом Кассо; вернувшись в него в 1918 году, защитил диссертацию и в том же году стал профессором.
В 1919—1930 гг. работал на кафедре чистой математики (позднее — математики) физико-математического факультета. В 1922—1934 гг. работал также в Институте математики и механики — научно-исследовательском учреждении в системе МГУ. В 1925—1926 годах стажировался во Франции и Италии.
В 1930 году в знак протеста Н. Н. Лузин и С. П. Фиников покинули аудиторию, когда на собрании Московского математического общества в связи с делом об «Истинно-православной церкви» сняли с поста председателя общества Д. Ф. Егорова.
В 1933 году на только что созданной кафедре дифференциальной геометрии мехмата МГУ был основан Всесоюзный научно-исследовательский семинар по дифференциальной геометрии под руководством С. П. Финикова. Сильное влияние на научную деятельность семинара оказывали методы Э. Картана, получившие своё развитие в работах участников семинара.
В 1935 году С. П. Фиников получил звание доктора наук без защиты диссертации (как и большинство других преподавателей, имевших вузовский стаж). В 1939 году академики Н. Н. Лузин и С. А. Чаплыгин рекомендовали С. П. Финикова к избранию в Академию наук СССР как «сильнейшего геометра с заслуженным европейски-известным именем», однако избрание не состоялось.
С 1952 года по 1964 год был заведующим кафедрой дифференциальной геометрии мехмата МГУ. Преподавал также в Университете им. Шанявского, Высшем техническом училище, Институте путей сообщения, Институте инженеров связи.
Умер 27 февраля 1964 года.

## Научная деятельность

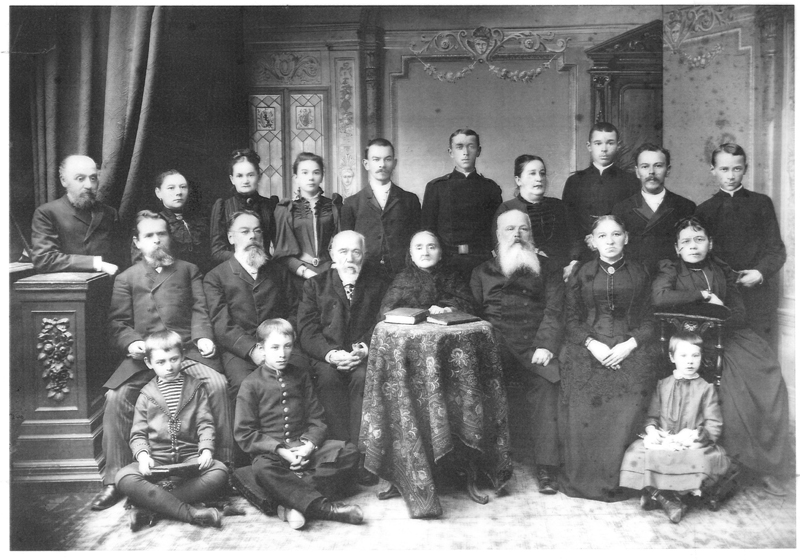
Золотая свадьбы дедушки и бабушки (по матери) C. П. Финикова (1893, Новгород). Верхний ряд: Николай Иванович Егоров, Мария Ивановна Финикова (ур. Ег., мать С. П.), Ольга Николаевна Ег. (ур. Махова, жена Ф. И.), Наталия Фёдоровна Ег. (дв. сестра С. П.), Дмитрий Фёдорович Ег., Фёдор Михайлович Тизенгаузен (двоюродный брат С. П.), Екатерина Ивановна (невестка сына П. И.), Михаил Тиз., Евгений Иванович Ег. (младший сын И. П. и Л. А.), Николай Тиз. Средний ряд: Павел Алексанрович Фиников, Фёдор Иванович Ег. (дядя С. П.), Петр Иванович (старший сын И. П. и Л. А.), Лидия Алексеевна Ег. (бабушка С. П.), Иван Петрович Ег. (дедушка С. П.), Людмила Ивановна Тиз. (сестра П. И.), Александра Ивановна Ег. (дочь И. П. и Л. А.). Нижний ряд: Сергей Павлович Фиников, Борис Михайлович Тиз., Христина Николаевна Ег. (приёмная дочь Алекс. Ив-ны).

С. П. Фиников в своей научной деятельности развивал идеи и методы классической дифференциальной геометрии. Он стал одним из создателей современной проективно-дифференциальной геометрии. Фундаментальные результаты получены Финиковым в классических задачах изгибания поверхностей, в метрической и проективной теории конгруэнций. Разработал метод канонизации репера, ставший своеобразным синтезом классического метода Дарбу и метода подвижного репера Картана.
В 1953 году избран почётным членом Московского математического общества.

## Семья
- Отец — Павел Александрович Фиников
- Мать — Мария Ивановна, урождённая Егорова.